# Арпін (містечко, Вісконсин)
Арпін (англ. Arpin) — місто (англ. town) в США, в окрузі Вуд штату Вісконсин. Населення — 942 особи (2020).

## Демографія
Згідно з переписом 2010 року, у місті мешкало 929 осіб у 320 домогосподарствах у складі 254 родин. Було 349 помешкань
Расовий склад населення:
| - 99,5 % — білих - 0,1 % — чорних або афроамериканців |

До двох чи більше рас належало 0,4 %. Частка іспаномовних становила 1,1 % від усіх жителів.
За віковим діапазоном населення розподілялося таким чином: 30,9 % — особи молодші 18 років, 60,2 % — особи у віці 18—64 років, 8,9 % — особи у віці 65 років та старші. Медіана віку мешканця становила 36,1 року. На 100 осіб жіночої статі у місті припадало 106,9 чоловіків;  на 100 жінок у віці від 18 років та старших — 109,8 чоловіків також старших 18 років.
Середній дохід на одне домашнє господарство  становив 75 300 доларів США (медіана — 68 472), а середній дохід на одну сім'ю — 80 206 доларів (медіана — 71 250). Медіана доходів становила 49 886 доларів для чоловіків та 37 917 доларів для жінок. За межею бідності перебувало 6,8 % осіб, у тому числі 8,6 % дітей у віці до 18 років та 18,6 % осіб у віці 65 років та старших.
Цивільне працевлаштоване населення становило 428 осіб. Основні галузі зайнятості: освіта, охорона здоров'я та соціальна допомога — 22,0 %, виробництво — 21,3 %, роздрібна торгівля — 9,3 %, сільське господарство, лісництво, риболовля — 8,9 %.